# Топонимия Пермского края

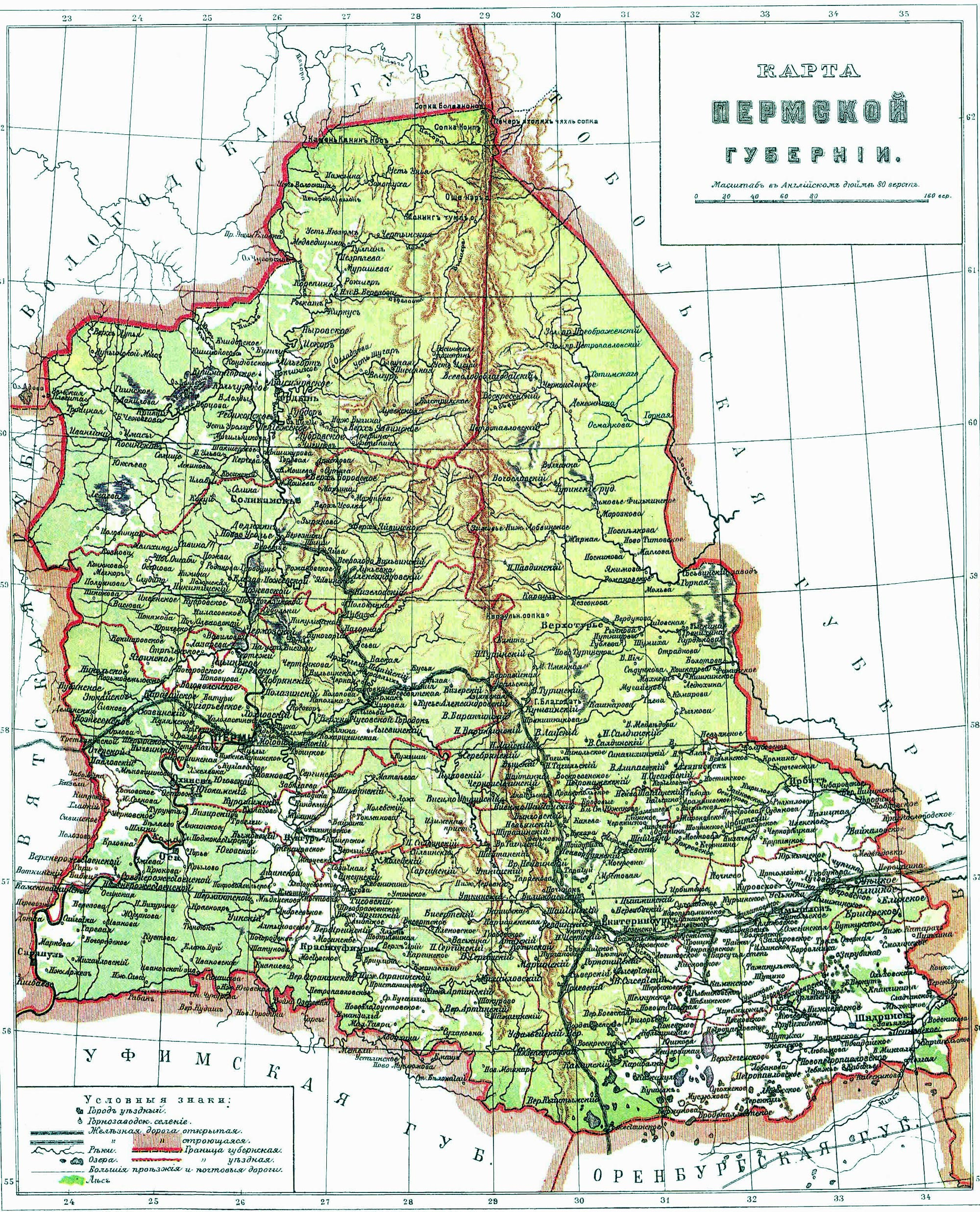
Карта Пермской губернии из ЭСБЕ, 1890—1907 г.

Топонимия Пермского края — совокупность географических названий, включающая наименования природных и культурных объектов на территории Пермского края.
Пермский край образован 1 декабря 2005 года в результате объединения Пермской области и Коми-Пермяцкого автономного округа в единый субъект Федерации. Историческим предшественником региона была образованная в 1796 году Пермская губерния, которой в свою очередь, предшествовали Пермское наместничество и историческая область Пермь Великая. Название региона происходит от его главного города — Пермь, о происхождении этого ойконима имеются многочисленные гипотезы. По оценке Е. М. Поспелова, ойконим восходит к вепсскому perä maa (перя маа) — «задняя (дальняя) земля». Интерпретация топонима такова: для вепсов, проживавших у Ладожского и Онежского озёр, «дальней землей» был бассейн Северной Двины и земли, лежащие далее к востоку — Заволочье. Вепсское название было адаптировано русскими и приняло форму сначала «Перемь», затем «Пермь», такое название было дано образованному в 1780 году городу.
В 1940—1957 годах город и область назывались «Молотов» и «Молотовская область» в честь советского партийного деятеля В. М. Молотова, в 1957 году городу и области были возвращены названия «Пермь» и «Пермская область» соответственно.

## История формирования топонимии
Согласно оценке В. А. Жучкевича, Пермский край относится к топонимическому региону «Урал», для которого характерно большое топонимическое разнообразие. А. С. Кривощёкова-Гантман выделяет в топонимии Пермской области следующие группы топонимов в зависимости от языка-источника:
1. русские;
2. пермские (из коми-пермяцкого, коми-зырянского, удмуртского языков);
3. угорские (из мансийского и хантыйского языков);
4. тюркские (из татарского, башкирского, волжско-булгарского и других языков)[5].

Поскольку не всегда удается установить языковое происхождение топонима, можно выделить ещё одну группу — топонимы неизвестного происхождения.
По оценке В. А. Жучкевича, северо-западные склоны Урала и Предуралье, где в основном расположен Пермский край — ареал преобладания названий, происходящих из языка коми, как, например, оронимы с формантами -нёр (гора): Таму-Нёр, Мань-Пупу-Нёр, Кент-Нёр, Чахл-Нёр, -из (камень, скала): Тельпос-Из, Порог-Из, Дал-из, Сала-Из, Шюнды-Из, Сед-Из, парма (возвышенность): Ыджид-Парма, Овин-Парма, Джежим-Парма и т. д. Что касается гидронимии, для неё (как и Северного и Среднего Урала в целом) характерно обилие гидронимов с формантом -ва: Колва, Яйва, Вильва (6 рек), Усьва, Обва, Кожва и т. д. Что касается ойконимов, удельный вес названий из основ на коми значительно меньше: так, если удельный вес оронимов коми составляет 70-80 %, а гидронимов −80 %, то ойконимов — уже 30-40 %, и преобладают в ойконимии русские названия. Это вполне объяснимо с учётом истории заселения края: сёла возникали здесь главным образом тогда, когда русское население уже преобладало.

## Структура и состав топонимии
По состоянию на 28 марта 2023 года, в Государственном каталоге географических названий РФ в Пермском крае зарегистрировано 14061 название географических объектов, в том числе — 3609 населённых пунктов. Ниже приводятся списки наиболее значимых природных объектов и крупнейших населённых пунктов края с характеристиками их этимологии.

### Гидронимы
- Кама — крупнейший левый приток Волги, о происхождении гидронима имеются многочисленные гипотезы. По оценке Е. М. Поспелова, название «Кама», как и названия многих других крупных рек, означает просто «река» или «большая река»[8]. По оценке А. С. Кривощёковой-Гантман, угорская гипотеза, согласно которой название реки происходит от хантского кам — «прозрачный, светлый» — не согласуется с историей края и противоречит принципам номинации рек в древности. По мнению А. С. Кривощёковой-Гантман, заслуживает доверия так называемая пермская гипотеза А. А. Дмитриева, согласно которой гидроним происходит от этнонима коми[9].
- Чусовая — существует ряд гипотез о происхождении названия, наиболее предпочтительными, по мнению А. К. Матвеева, являются версии об усвоении русским языком гидронима из какого-то пермского языка, где он звучал как Чусва или Чусву (удмуртская форма Чусву означает «бойкая вода», что вполне соответствует характеру течения), либо версия о происхождении из коми-пермяцого Чожва — «быстрая вода»[10];
- Сылва — название нескольких рек Прикамья и Республики Коми. Гидроним происходит от коми сыл- «талый» и ва — «вода»[11];
- Вишера — этимология гидронима является предметом многочисленных дискуссий. По оценке А. С. Кривощёковой-Гантман, гидроним состоит из двух компонент: этноним -весь и «речная» компонента[12]. По мнению А. К. Матвеева, гидроним скорее финно-угорского происхождения и может означать «Северная река»[13].
- Колва — этимология гидронима окончательно не установлена, по мнению А. С. Кривощёковой-Гантман, наиболее распространённая интерпретация — «рыбная река» неубедительная с точки зрения номинации, более правдоподобной является версия «река река»[14].
- Яйва — по оценке А. К. Матвеева, гидроним происходит от коми-пермяцких яй — «мясо» и ва — «вода», то есть «мясная река» (в смысле — «богатая рыбой, дичью, зверем»)[15];
- Косьва — по оценке А. К. Матвеева, гидроним происходит от коми-пермяцких кось — «перекат, порог, мель» и ва — «вода», то есть «порожистая река»[16];
- Коса — по оценке А. К. Матвеева, гидроним происходит от коми-пермяцких кöс — «сухой» и ва — «вода», то есть «сухая вода»[17];
- Весляна — по мнению А. С. Кривощёковой-Гантман, гидроним восходит к этнониму весь, обозначавшему прибалтийско-финский народ, живший на более широкой территории, чем его современные потомки вепсы[18].
- Иньва — по мнению А. К. Матвеева, гидроним коми-пермяцкого происхождения, где инь — «женщина, жена», ва — «вода», то есть «бабья вода»;А. С. Кривощёковf-Гантман трактует этот гидроним как «божественная вода» (от коми ен- «бог, небо», удмуртское ин- «небо»)[19].
- Обва — гидроним коми-пермяцкого происхождения, где ва — «вода», а о значении компонента об ведутся продолжительные дискуссии. А. К. Матвеев полагает, что об может означать «тётя (сестра отца)» или «сугроб, глубокий снег»[20]; по мнению А. С. Кривощёковой-Гантман, эта компонента скорее иранского происхождения и означает «вода, река»[21].

### Ойконимы
- Пермь — основные версии происхождения топонима следующие[22][23]:
  - от упоминавшейся в скандинавских сагах страны Биармии — эту версию предложил в 1730 году Ф. И. фон Страленберг, она преобладала в исторических исследованиях вплоть до начала XIX века и была принята, в частности В. Н. Татищевым, М. В. Ломоносовым и Н. М. Карамзиным;
  - от фин. perämаа, вепс. perämaa — «дальняя земля», «задняя земля»[3]. Для вепсов, проживавших у Ладожского и Онежского озёр, «дальней землей» был бассейн Северной Двины и земли, лежащие далее к востоку — Заволочье;
  - от коми парма — «лес». Фонетические трудности этой версии отмечал в своё время Макс Фасмер.
- Березники — ойконим возник от урочища Березник, возникшего от зарастания протоки левого берега Камы[24], которое дало название рабочему посёлку, а последний, в свою очередь — городу, которому декретом ВЦИК от 20 марта 1932 года было присвоено название Березники[25].
- Соликамск — ойконим отражает производственный профиль и географическое положение поселения. В летописи 1506 года именовался Усолье на Камском, позднее — Усолье Камское, с XVII века — Соль Камская, с 1781 года — уездный город Соликамск[26].
- Чайковский — возник в 1955 году как рабочий посёлок гидростроителей Воткинской ГЭС, название было дано по просьбе жителей в честь русского композитора П. И. Чайковского и утверждено Указом Президиума Верховного Совета РСФСР[27].
- Кунгур — от гидронима Кунгур, который мог возникнуть благодаря наличию в окрестностях города карстовых явлений (Кунгурская пещера). В этом случае название может быть связано с тюркским унгур (ункур) «пещера, теснина, щель в скалах», монгольским хунхэр (искаж. хункур) «долина, впадина, большой овраг»[28].
- Лысьва — от гидронима Лысьва, известного с XVI века в форме Лысва, происхождение от коми-пермяцкого -лыс — «хвойный», -ва — «река», то есть «река, текущая по хвойному лесу»[29].
- Краснокамск — основан в 1930 году при начале строительства Камского целлюлозно-бумажного комбината, первоначально именовался посёлок Бумстрой, с 1938 года — город Краснокамск (с «идеологической» компонентой «Красно-»)[30].
- Чусовой — от гидронима Чусовая➤.
- Добрянка — от гидронима Добрянка.
- Чернушка — от гидронима реки, протекавшей среди болотистых, покрытых густой осокой берегов: воды её были всегда мутные, тёмные, поэтому местные жители прозвали её Чернушкой[31].
- Кудымкар — происходит от коми кар — «город» + «Кудым», предположительно личное имя (в округе нередка фамилия Кудымов, возможно, имеющая тюркское происхождение)[32].
- Верещагино — возник как посёлок при станции Очёрская, названной от одноимённого гидронима, в 1904 году переименован в Вознесенскую, а в 1916 году — в Верещагино, в честь русского живописца В. В. Верещагина[33].
- Губаха — от гидронима Губашка, этимология которого неясна. По мнению А. К. Матвеева, в основе гидронима может лежать какое-то русское диалектное слово (диалектное «губа» может означать «съедобный гриб», «пагуба, гибель», «искривлённое дерево», а вторичное «губаши» — «деревянный помост, служащий для постройки или ремонта барж»)[34].
- Оса — упоминается с 1596 года как Новоникольская слобода на Осинском городище; по мнению А. К. Матвеева, определённо можно сказать, что название восходит к гидрониму, но происхождение названия реки и его значение установить пока не удалось[35].
- Нытва — от гидронима Нытва, происходит от коми-зырянского -ыд — «сырое топкое место, болото около берега» и -ва — «река»[36].
- Кизел — от гидронима Кизел, от коми-пермяцкого кыдз оль — «смешанный березово-еловый лес на заболоченной низине»[37].
- Красновишерск — возник в 1930 году на берегу реки Вишера➤ как посёлок при строительстве Вишерского целлюлозно-бумажного комбината; с 1942 года — город Красновишерск (с «идеологической» компонентой «Красно-»)[38].
- Очёр — от гидронима Очёр, этимология гидронима точно не установлена[39].
- Александровск — возник как посёлок при металлургическом заводе на р. Лытва, и владелец завода официально присвоил ему название Александровский по имени своего наследника[40]
- Полазна — от гидронима Полазна, который, по мнению А. К. Матвеева, восходит к русскому глаголу «полазать» и старорусскому слову «полаз» — «вход», то есть «река, по которой куда-то лезут»[41].
- Горнозаводск — основан в 1947 году при строительстве цементного завода рядом с железнодорожной станцией Пашия, с 1950 года — посёлок Новопашийский, в 1965 году преобразован в город Горнозаводск[42].
- Гремячинск — от гидронима Большая Гремячая (русское диалектное «гремячий» — «гремящий», «гремяч» — «ключ, родник»)[34].

### Оронимы
- Басеги — этимология окончательно не установлена. По оценке А. К. Матвеева, ороним может происходить от коми-пермяцого бас — «красивый», и ег— закрепившей в топонимии формы древнепермского слова юг — «река» (современное коми-зырянское ю). С другой стороны, аргументом против этих предположений является форма Босек (приток Усьвы), засвидетельствованная в «Чертежной книге Сибири» С. У. Ремезова, и коми-пермяцкая фамилия Босегов[43];
- Ишерим — по оценке А. К. Матвеева, название «Ишерим» присвоено горе ошибочно, поскольку мансийский ороним «Исирум» относится к хребту Ольховочный, отходящему от горы в юго-западном направлении. Для самой горы Матвеев приводит мансийское название «Салинг-Хум-Катэ-Пелым-Нёл» — «Отрог, где пастух проткнул свою руку»[44]. И. Б. Попов приводит ещё два мансийских названия, связанных с горой: «Сат-Хум-Нёл» — «Отрог семерых (мужчин)» и «Салим-Хум-Нёл» — «Отрог богатого пастуха, пастуший нос»[45];
- Курыксар — по оценке А. К. Матвеева, название хребта, вероятно, означает «Куриный гребень», эта метафора обусловлена формой зубчатых скал, видных с реки. Мансийское происхождение названия «Курыксар» исключается. Матвеев выводит ороним из коми-пермяцкого курӧг и коми-язьвинского курбг — «курица» и коми-пермяцкого и коми-язьвинского сорс— «гребень». Из сложения Курӧг-Сорс при неизбежном оглушении г в к перед глухим с и вполне возможным отпадением второго с на русской почве должна была возникнуть форма «Курыксор» или «Куроксор» с последующим переходом -сор в -сар в безударной позиции. Название хребта на языке манси — «Яп-Кангк», по-видимому, это один из увековеченных в камне мансийских мифологических персонажей, которых много на Северном Урале[46];
- Мартай — по оценке А. К. Матвеева, название следует отнести к картографическим ошибкам (Мортай — Мартай), что же касается варианта оронима Мортай, его происхождение выводится из коми морг — «человек» и ай — «самец»[47];
- Молебный камень — калька с мансийского названия хребта Ялпынг-Нёр — «Святой Камень», «Святой Урал» (иногда Али-Ялпынг-Нёр — «Южный Святой Камень»). Для русскоязычной топонимии Урала характерны такие названия, как, например, «Молебная гора» (в документах XVII века — Молебный остяцкий камень), река Молёбка и село Молёбка на реке Сылве в Пермском крае и т. д.;
- Тулымский камень — высочайшая вершина в Пермском крае; по оценке А. К. Матвеева, название образовано от географического термина «тулым» татарского происхождения, означавшего «камни, торчащие из реки», и в коми-язьвинском наречии со значением «речной порог». У народов манси хребет называется Лув-Нёр, что в переводе означает «Конь-Камень». Это название связано с тем, что гребень имеет форму лошадиного крупа — в верованиях манси существовал культ коня. По мнению Матвеева, прообразом русского названия послужило второе название хребта у манси — Яктылъя-Нёр, что в переводе означает «Камень порожной реки»[48];

### Книги
- Жучкевич В.А. Общая топонимика. Издание 2-е, исправленное и  дополненное. — Минск: Вышэйная школа, 1968. — С. 432.
- Козлова Н.А. История Чернушинского района: Материалы к урокам по историческому краеведению / под общ. ред. к.и.н. Н. Д. Волошина. — Пермь: Пермское книжное издательство, 2006. — 1000 экз.
- Кривощёкова-Гантман А.С. Географические названия  Верхнего Прикамья с кратким топонимическим словарём. — Пермь: Книжное издательство, 1983. — 174 с.
- Матвеев А.К. От Пай-Хоя  до Мугоджар. Названия  уральских хребтов  и гор. — Свердловск: Средне-Уральское книжное издательство, 1984. — 272 с.
- Матвеев А.К. Географические названия Урала. Топонимический словарь. — Екатеринбург: ИД «Сократ», 2008. — 352 с. — ISBN 978-5-88664-299-5.
- Мурзаев Э.М. Словарь народных географических терминов. — М.: Мысль, 1984. — 653 с.
- Поспелов Е. М. Географические названия мира. Топонимический словарь / отв. ред. Р. А. Агеева. — 2-е изд., стереотип. — М.: Русские словари, Астрель, АСТ, 2002. — 512 с. — 3000 экз. — ISBN 5-17-001389-2.

### Диссертации
- Богачева, Мария Владимировна. Реконструкция русской апеллятивной лексики на материале ойконимии Пермской области : диссертация ... кандидата филологических наук : 10.02.01. - Пермь, 2003. - 273 с.
- Мухаева, Замиря Ахнабовна. Топонимия территории пермского говора татарского языка : Юга Пермской области : диссертация ... кандидата филологических наук : 10.02.02. - Казань, 2003. - 257 с.